# Polak w Brazylii
Polak w Brazylii – pismo polonijne, wydawane od 1904 roku w Kurytybie w Brazylii.
Redaktorem naczelnym był początkowo Jan Hempel, a wydawcą Kazimierz Warchałowski (od 1905 redaktor naczelny). Pismo miało charakter prawno-polityczny. Było zaangażowane w życie polityczne Polski. Związane z ND. Istniało do 1920 roku.